# Stemrecht in het herkomstland

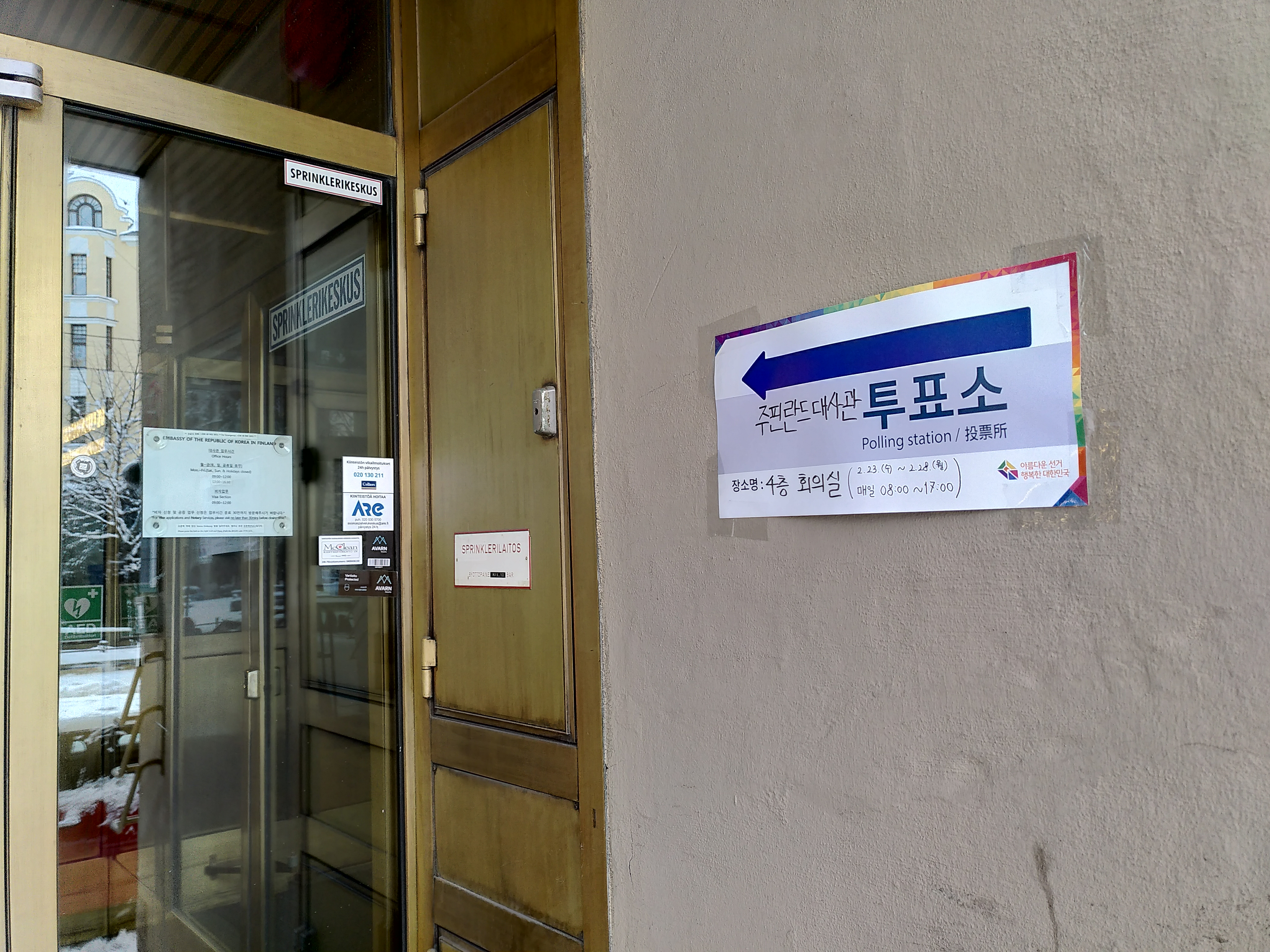
Een stembureau in de Ambassade van Zuid-Korea in Helsinki

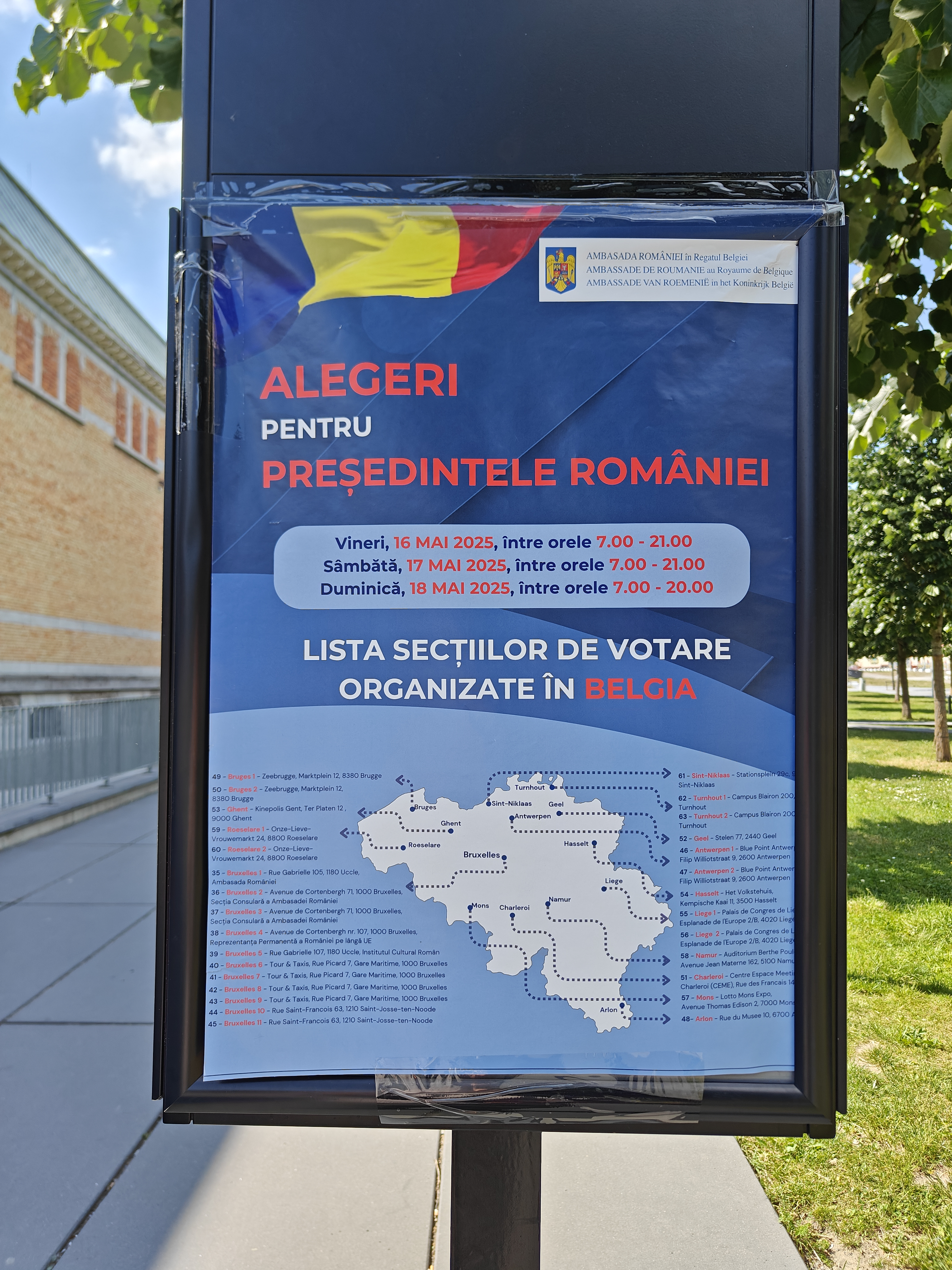
Aankondiging met stemlocaties voor de Roemeense presidentsverkiezingen 2025 op Thurn en Taxis in Brussel

Stemrecht in het herkomstland betreft stemrecht voor mensen in hun land van nationaliteit wanneer zij tijdelijk of permanent in het buitenland verblijven.
Dit recht wordt in veel landen toegekend, soms zelfs zo ver dat ze vertegenwoordigd worden door specifieke parlementsleden in daartoe bestemde kieskringen, zoals in Frankrijk. Dit is het geval in 17 landen. In andere landen, zoals in België, tellen deze stemmen mee bij de gewone kieskringen. Andere landen, zoals Ierland, laten onderdanen in het buitenland niet toe om voor hun thuisland naar de stembus te gaan.
Volgens een onderzoek uit 2007 voorzien 115 uit 214 landen de mogelijkheid om vanuit het buitenland te stemmen.
Dit stemrecht vergt een zekere logistieke organisatie naast de gewone organisatie van verkiezingen in het land zelf. Vaak vindt het stemmen plaats in ambassades en consulaten, net voor de verkiezingsdag in het herkomstland.

## Belgen in het buitenland
De eerste mogelijkheid voor Belgen in het buitenland werd voorzien in 1919–25 voor Belgische militairen die in Duitse gebieden gestationeerd waren na de Eerste Wereldoorlog. Zij konden vóór verkiezingsdag hun stem uitbrengen, die naar het kiesdistrict in België werd gezonden.
De wet van 18 december 1998 tot wijziging van het Kieswetboek gaf voor de eerste keer stemrecht aan Belgen die in het buitenland gevestigd zijn, voor de verkiezing van het federale parlement (Kamer en Senaat). Deze wet was echter omslachtig en duur voor de Belgen in het buitenland en werd het dus nauwelijks toegepast.
De wet van 7 maart 2002 tot wijziging van het Kieswetboek vereenvoudigde de procedure; nog steeds echter enkel voor federale verkiezingen. Een Belg in het buitenland kon zich inschrijven als kiezer in een Belgische gemeente naar keuze. In de praktijk kozen de meesten voor de communautair gevoelige kieskring Brussel-Halle-Vilvoorde. Eens ingeschreven is de kiezer in principe onderworpen aan de opkomstplicht.
Het Vlinderakkoord van 2011 verving de vrije keuze door een objectief vast te stellen gemeente, die trapsgewijs gevolgd worden:
1. de Belgische gemeente waar de de persoon ooit ingeschreven was in de bevolkingsregisters. Deze aanhechting wordt aangetoond met bewijskrachtige stukken; bij ontbreken daarvan door een verklaring op erewoord.
2. de Belgische gemeente van de geboorteplaats.
3. de Belgische gemeente waar de vader of moeder in de bevolkingsregisters is ingeschreven of laatst was ingeschreven.
4. de Belgische gemeente waar echtgenoot/echtgenote, of vorige echtgenoot/echtgenote of partner in een geregistreerde samenleving is ingeschreven of was ingeschreven in de bevolkingsregisters. Deze aanhechting wordt aangetoond met bewijskrachtige stukken; bij ontbreken daarvan door een verklaring op erewoord.
5. de Belgische gemeente waar een verwant tot de derde graad in de bevolkingsregisters is ingeschreven of laatst was ingeschreven of de Belgische gemeente waar een bloedverwant in de opgaande lijn is geboren, is ingeschreven of was ingeschreven in de bevolkingsregisters. Deze aanhechting wordt aangetoond met bewijskrachtige stukken; bij ontbreken daarvan door een verklaring op erewoord.
6. Brussel.

Van de 178.022 stemmen in het buitenland voor de Kamer in 2019 werden de meeste uitgebracht in de consulaire posten van Parijs (32.203), Marseille (19.501) en Den Haag (15.040). De kieskring Brussel-Hoofdstad kreeg de meeste stemmen wereldwijd (34.959). Belgen in de buurlanden zoals Belgen in Nederland vormen dus de grootste groep.
Voor de Europese verkiezingen gaat het louter om de Belgen die in niet-EU-landen verblijven. Van de 54.832 stemmen in 2019 werden de meeste uitgebracht in de consulaire posten van Bern (9.816), Montreal (4.140) en New York (3.971).

## Fransen in het buitenland
Sinds 2010 heeft de Franse wetgeving de wereld (behalve onder andere Noord-Korea) verdeeld in elf kieskringen met telkens één volksvertegenwoordiger voor de Assemblée nationale. De vierde is de naar oppervlakte kleinste kieskring en omvat de Benelux (België, Nederland en Luxemburg).
Merk op dat de Franse overzeese gebieden deel zijn van Frankrijk en reeds hun eigen kieskringen hebben.
Bij de parlementsverkiezingen in 2022 waren 1.446.633 Fransen ingeschreven in het buitenland, waarvan 325.708 in de eerste ronde hun stem uitbrachten.

## Amerikanen in het buitenland
Amerikaanse burgers in het buitenland mogen allen voor de federale verkiezingen stemmen, maar niet in alle deelstaten mogen zij ook voor andere verkiezingen stemmen.
Bij de voorverkiezingen voor president, verkiezen de Democraten in het buitenland (Democrats Abroad) ook een delegatie naar de Democratische Nationale Conventie.